# 덴포쿠선
덴포쿠선(일본어: 天北線 덴포쿠센[*])은 일본국유철도 (국철), 이른바 홋카이도여객철도 (JR홋카이도)가 운영했던 철도 노선 (지방교통선)이다. 홋카이도 나카가와 군 오토이넷푸촌에 있는 소야 본선 오토이넷푸역에서 분기해, 에사시 군 나카톤베쓰정, 하마톤베쓰정, 소야 군 사루후쓰촌을 지나 왓카나이시 미나미왓카나이역에서 다시 소야 본선과 접속했다.
국철재건법의 시행으로 1985년 8월에 제 2차 특정 지방 교통선으로 설정되었고, JR홋카이도에 승계되고 2년 정도 뒤인 1989년 5월 1일에 폐선 되었다.
노선명은 부설 될 때 당시의 지역 율령국 이름인 데시오 국(天塩国)과 기타미 국(北見国)에서 따왔다. 또한, 특정 지방교통선으로 지정되었던 옛 국철의 노선으로써는, 최장 노선 거리를 가지고 있었다.

## 노선 정보 (폐지 당시)
- 관할: 홋카이도 여객 철도 (제 1종 철도 사업자)

- 노선 거리 (영업 거리): 오토이넷푸 역 – 하마톤베쓰 역 – 미나미왓카나이 역 간 148.9Km
- 역 수: 30 (기종점 역을 포함)
- 궤간: 1,067 mm (협궤)
- 전선 단선
- 전철화 여부: 비전철화
- 폐색 방식: 통표 폐색식

## 역사

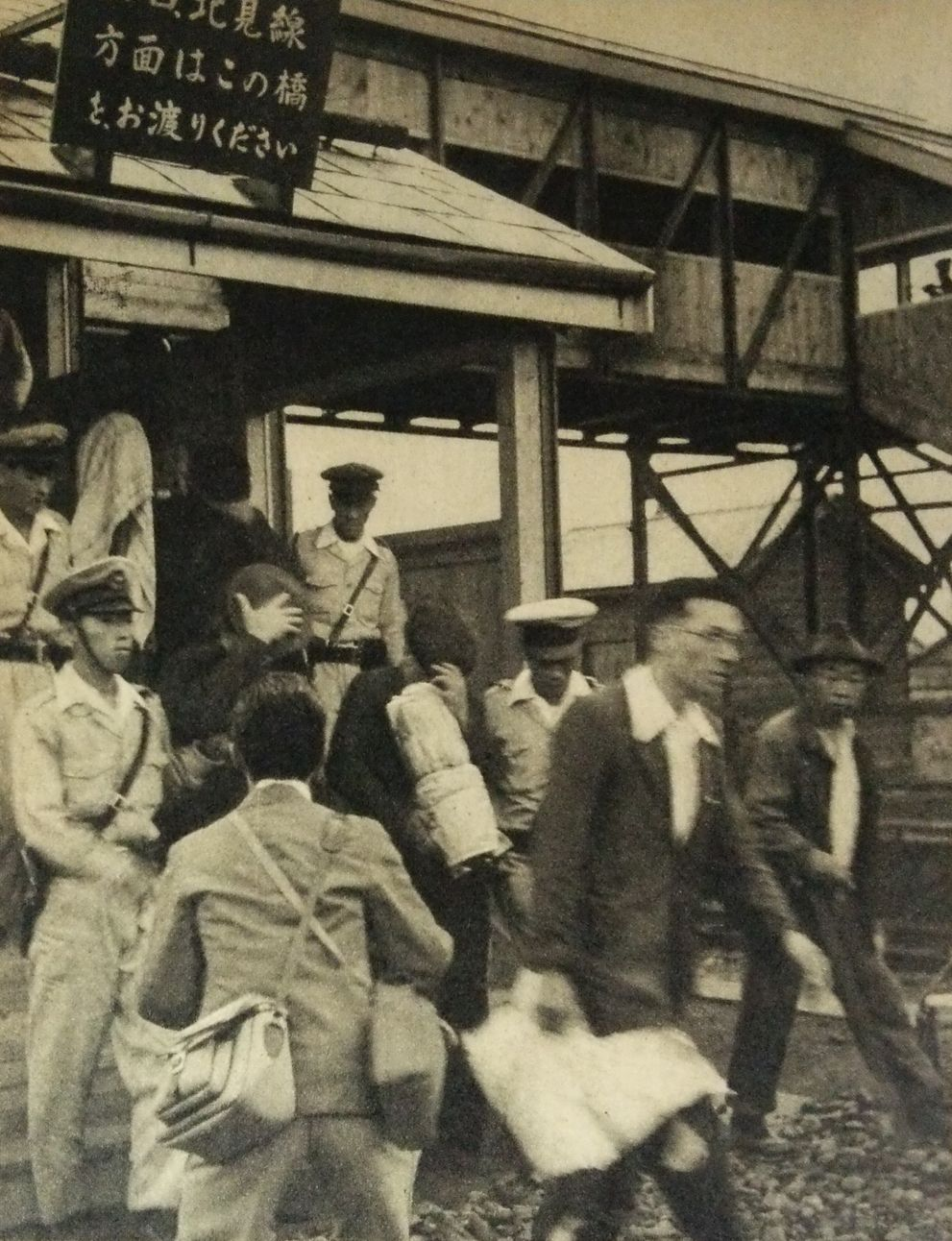
기타미 선을 안내하는 역 간판

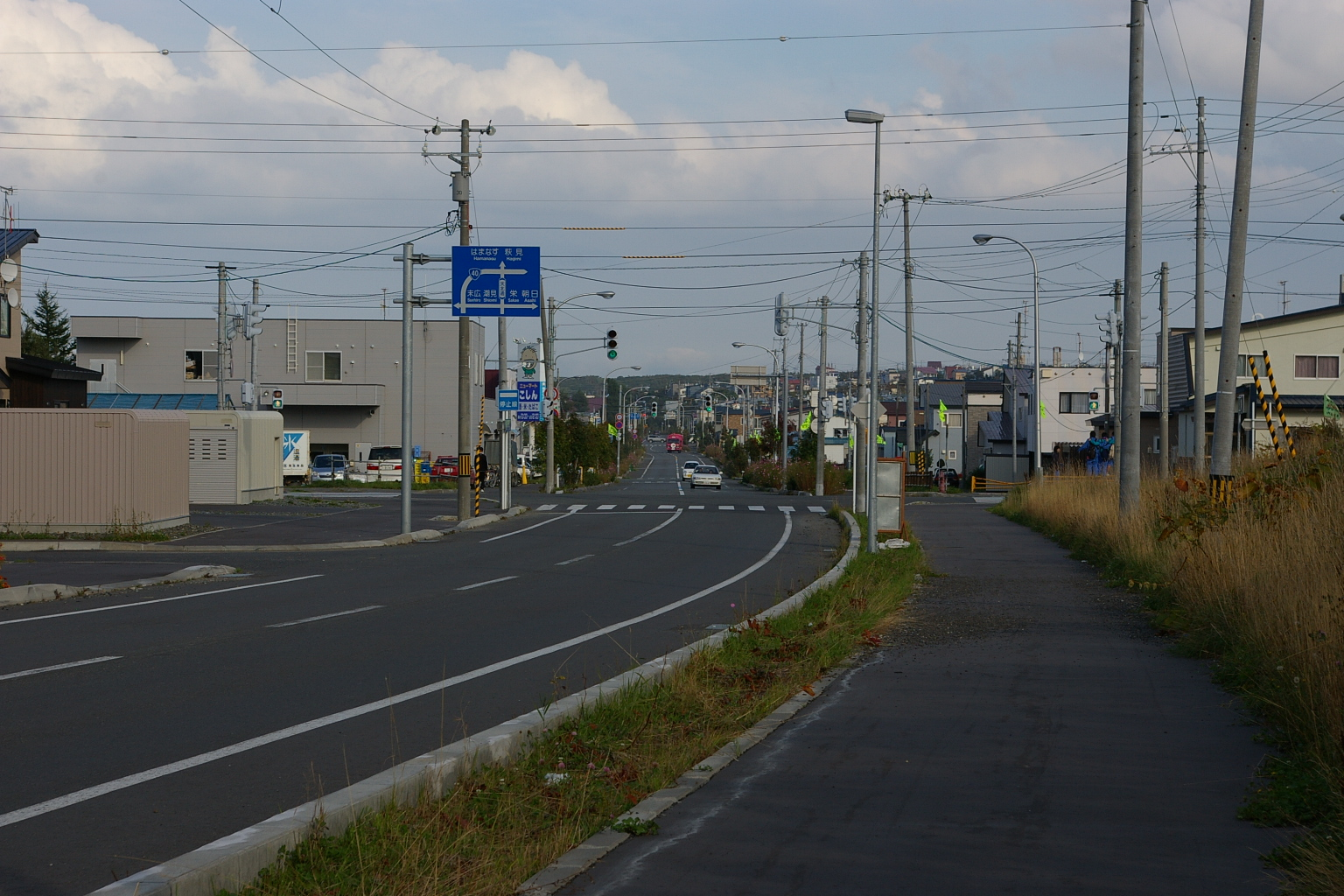
왓카나이시내의 덴포쿠선 흔적, 현재 덴포쿠 길

패전 이전 일본제국이 점령하고 있던 남사할린으로의 연락 철도로 건설 된 소야 본선의 원래 경로이다. 오토이넷푸에서 왓카나이로는 데시오 선 경로가 단거리임에도 불구하고, 크게 우회하는 기타미노 선 경로가 선행되었고, 1922년에 왓카나이까지 개통 되었다. 1926년 오토이넷푸 – 미나미왓카나이 간이 보다 거리를 단축시킨 데시오 선이 호로노베역을 경유하는 경로로 개통되었고, 1930년에는 데시오 선이 소야 본선에 편입되어, 오토이넷푸 – 하마톤베쓰 경유 – 왓카니이의 옛 경로는 기타미 선으로 분리 되었다.
1942년 6월 10일에는 도코로 군 노쓰케우시 정이 시로 승격되며 기타미시로 이름을 변경하였고, 아바시리 본선 노쓰케우시 역도 같은 해 10월 1일에 기타미역으로 변경된 것으로부터, 1961년 10월 1일의 전국적인 백지 다이어 개정 (산로쿠토오)을 기회로, 기타미 선은 덴포쿠선으로 변경되었다.
1980년에 국철 재건법이 성립되어, 제 2차 특정 지방 교통선으로 지정되었지만, 겨울의 대체 운송이 문제가 되어 홋카이도 내의 다른 장거리 세 노선 (나요로 본선, 지호쿠 선, 시베쓰 선)과 함께, 폐선 승인은, 결국 1985년에 문제가 없어졌다고 해서 추가 폐지 승인 되어, 국철 분할 민영화 후의 1989년 5월 1일에 전선 폐지가 되었다.
폐지의 시점까지 급행 “덴포쿠”가 운행되었다. 제 3섹터 사철 등 다른 사업자로 운영을 인계하지 않고, 우등 열차가 운행되는 상태로 전선 폐지된 노선은, 국철, JR 역사상 이 노선이 처음이다.

### 연표
- 1914년 11월 7일: 국유 철도 소야 선 오토이넷푸 역 – 쇼톤베쓰 역 간 연장 개업. 같은 구간의 가미오토이넷푸 역, 쇼톤베쓰 역 (모두 일반역, 직영역) 개설
- 1916년 10월 1일: 쇼톤베쓰 역 – 나카톤베쓰 역 연장 개통. 가미톤베쓰 역, 핀네시리 역, 마쓰네시리 역, 나카톤베쓰 역 (모두 일반역, 직영역) 개설
- 1918년 8월 25일: 나카톤베쓰 역 – 하마톤베쓰역 구간 개통, 시모톤베쓰 역, 하마 톤베쓰 역 (모두 일반역, 직영역) 개설
- 1919년
  - 10월 20일: 아사히카와 역 – 오토이넷푸 역 – 하마톤베쓰 역 구간이 소야 선에서 소야본선으로 명칭 변경
  - 11월 1일: 하마톤베쓰 역 – 아사지노 역 구간 개통. 야마가루 역, 아사지노 역 (모두 일반역, 직영역) 개설
- 1920년 11월 1일: 아사지노 역 –오니시베쓰 역 구간 개통. 사루후쓰 역, 아시노 역, 오니시베쓰 역 (모두 일반역, 직영역) 개설
- 1921년 10월 5일: 아사히카와 – 오토이넷푸 역 – 오니시베쓰 역 구간을 소야 본선에서 소야 선으로 다시 변경
- 1922년
  - 11월 1일: 오니시베쓰 역 – 왓카나이 역 (초대) 구간 개통. 고이시 역, 마가리후치 역, 누마카와 역, 가바오카 역, 마쿠베쓰 역 (후에 게이호쿠 역), 고에토이 역, 왓카나이 역 (초대) (전부 일반역, 직영역)을 개설
  - 11월 4일: 아사히카와 역 -오토이넷푸 역 -하마톤베쓰 역 - 왓카나이 역 (초대) 구간을 소야 선에서 소야 본선으로 다시 변경
- 1923넌 5월 1일: 왓카나이 역 (초대) – 오도마리미나토 역 구간의 지하쿠 항로를 개설
- 1924년 6월 1일: 하코다테역 – 왓카나이 역 (초대) 간 급행 1, 2열차의 급행 구간이 종래의 하코다테 역 – 다키카와역 간에서 하코다테 역 – 나요로 역 간으로 연장되어, 이 노선 최초의 우등 열차가 운행 개시 되었다. 나요로 역 – 하마톤베쓰 역 – 왓카나이 역 (초대) 간은 계혹해서 보통 열차로 운행.
- 1926년 9월 25일: 데시오 선 (3대)의 전 구간과 함께, 그때까지 하마톤베쓰 경유였던 급행 1, 2열차를 호로노베 경유로 변경
- 1928년 12월 26일: 왓카나이 역 (초대) – 왓카나이항 역 구간 개통.[1] 왓카이항 역을 신설[2]
- 1930년 4월 1일: 데시오 선이 소야 본선에 편입되어, 왓카나이 역- 호로노베 역 – 왓카나이항 역 구간 (258.9Km)이 소야 본선이 되었다[3][1]. 당시, 오토이넷푸 역 – 하마톤베쓰 역 – 왓카나이 역 구간 (149.9Km)이 소야 본선에서 분리되어, 기타미 선으로 개칭[4]
- 1939년 2월 1일: 왓카나이 역 (초대)를 미나미왓카나이 역으로 개칭. 소야 본선의 왓카나이항 역을 왓카나이 역 (2대)로 개칭[5]
- 1949년 6월 1일: 공공기업체 일본 국유 철도 (국철)로 이관
- 1952년 11월 6일: 미나미왓카나이 역이 이전. 이에 함께 아시노 역 – 미나미왓카나이 역 구간의 거리가 조정 (1Km 축소)
- 1955년
  - 12월 1일: 디젤 동력분산식 열차의 운행 개시[4]
  - 12월 2일: 가미코마, 고토부키, 도키와, 비행장앞, 우엔나이 임시승강장 신설[5]
- 1956년
  - 2월 26일: 혼합열차를 폐지하고, 여객용, 화물용 열차를 분리. 전 열차를 내연 기관 열차로 운행[4]
  - 5월 1일: 메구미노 임시승강장 신설[5]
  - 11월 19일: 야스베쓰 임시승강장 신설[5]
- 1959년 11월 1일: 신야요이 임시승강장 신설[5]
- 1961년
  - 4월 1일: 기타미 선을 덴포쿠선으로 변경[4]
  - 11월 1일: 삿포로 역 – 왓카나이 역 구간을 덴포쿠 선 경유로 운행 하는 급행 "덴포쿠" 신설[4]
- 1963년 10월 1일: 마쿠베쓰 역을 게이호쿠 역으로 변경
- 1965년 10월: 덴포쿠자카에 임시승강장 폐지 (신설 날짜 불명)
- 1967년 10월 1일: 기타톤베쓰 임시승강장 폐지 (신설 날짜 불명)
- 1969년 2월 1일: 야마가루 역 무인화
- 1973년 9월 17일: 가미오토이넷푸, 가미톤베쓰, 마쓰네시리, 아시노, 가바오카, 게이호쿠, 고에토이 역은 폐색 취급의 운전 요원만 배치
- 1982년
  - 6월 1일: 시모톤베쓰 역, 아사지노 역을 무인화
  - 11월 22일: 제 2차 특정 지방 교통선으로 폐지 승인을 신청[4]
- 1984년 2월 1일: 전 노선 (148.9Km)의 화물 영업을 폐지[4]
- 1985년 8월 2일: 제 2차 특정 지방 교통선으로 폐지 승인
- 1986년 11월 1일: 사루후쓰 역, 누마카와 역, 가바오카 역을 무인화, 사루후쓰 역, 가바오카 역의 교환 설비를 폐지, 고이시 역의 폐색 취급을 폐지
- 1987년
  - 3월 31일: 메구미노, 슈마로, 가미노마, 고토부키, 도키와, 야스베쓰, 비행장앞, 우엔나이 임시승강장을 각자 역으로 변경. 신야요이 임시승강장을 임시역으로 변경
  - 4월 1일: 일본 철도 민영화에 따라, 전 구간이 홋카이도 여객 철도 (JR홋카이도)에 승계. 신야요이 임시역을 계절 영업의 임시역 (4월 1일부터 11월 30일까지 영업)으로 변경
  - 6월 1일: 게이호쿠 역 – 고에토이 역 구간에 히가시고에토이 역 (임시역)을 설치. 이 날만 영업
  - 11월 10일: 가미오토이넷푸 역을 계절 영업의 임시역 (4월 1일부터 11월 30일까지 영업)으로 변경. 신야요이 역 (임시역)의 영업 기간 제한을 해제
- 1989년 5월 1일: 전 구간 (148.9Km) 폐지로[4][신문 1][신문 2], 소야 버스의 버스로 노선이 전환. 급행 "덴포쿠"는 소야 본선 경유로 변경되어, "소야"로 편입

## 운행
급행 “덴포쿠”에 대해서는 “소야 (열차)”를 참조
1989년 3월 11일 개정 시점의 열차 운행 편 수
- 급행 “덴포쿠” 삿포로역 – 오토이넷푸역 – 하마톤베쓰 역 – 왓카나이역 간 1회 왕복
  - 덴포쿠 선 내 정차 역: 오토이넷푸 역, 쇼톤베쓰 역, 나카톤베쓰 역, 하마톤베쓰 역, 오니시베쓰 역, 미나미왓카나이 역, 왓카나이 역
- 보통 열차
  - 오토이넷푸 역 – 왓카나이 역 구간 (전 노선 직통) 하행 6편, 상행 5편
  - 오토이넷푸 역 – 하마톤베쓰 역 구간 (아침 상행 1편, 밤 하행 1편)
  - 왓카나이 역 → 마가리후치 역 구간 저녁 상행 1편
  - 왓카나이 역 – 고에토이 역 구간 아침 왕복 1편 (휴일 운휴, 다만 상행 왓카나이 역 → 미나미왓카나이 구간은 매일 운행)
- 고힌호쿠 선 폐지 전은, 고힌호쿠 선 용의 차량을 병결하여 오토이넷푸 역까지의 하행 첫 열차를 하마톤베쓰에서 분리하고, 밤에 상행 마지막 열차에는 병결해 옷토이넷푸 역으로 돌아가는 고힌호쿠 선과 일체화하여 운용을 했다.

## 역 목록
소재지의 지자체 명은 폐지 당시의 것. 모든 역은 홋카이도 내 소재
|                       | 역간 거리 | 영업 거리 | 접속 노선                                         | 소재지        | 소재지                   | 소재지                   |
| --------------------- | --------- | --------- | ------------------------------------------------- | ------------- | ------------------------ | ------------------------ |
| 오토이넷푸            | -         | 0.0       | 홋카이도 여객철도: 소야 본선                      | 가미카와 지청 | 나가카와 군 오토이넷푸촌 | 나가카와 군 오토이넷푸촌 |
| (임시) 가미오토이넷푸 | 5.4       | 5.4       |                                                   | 가미카와 지청 | 나가카와 군 오토이넷푸촌 | 나가카와 군 오토이넷푸촌 |
| 쇼톤베쓰              | 10.2      | 15.6      | 우타노보리 정영(町営) 궤도 (1970년 11월 1일 폐지) | 소야 지청     | 에사시 군                | 나카톤베쓰정             |
| 가미톤베쓰            | 5.0       | 20.6      |                                                   | 소야 지청     | 에사시 군                | 나카톤베쓰정             |
| 메구미노              | 2.6       | (23.2)    |                                                   | 소야 지청     | 에사시 군                | 나카톤베쓰정             |
| 핀네시리              | 3.9       | 27.1      |                                                   | 소야 지청     | 에사시 군                | 나카톤베쓰정             |
| 슈마로                | 4.1       | (31.2)    |                                                   | 소야 지청     | 에사시 군                | 나카톤베쓰정             |
| 마쓰네시리            | 3.3       | 34.5      |                                                   | 소야 지청     | 에사시 군                | 나카톤베쓰정             |
| 가미코마              | 2.9       | (37.4)    |                                                   | 소야 지청     | 에사시 군                | 나카톤베쓰정             |
| 나카톤베쓰            | 5.1       | 42.5      |                                                   | 소야 지청     | 에사시 군                | 나카톤베쓰정             |
| 고토부키              | 4.1       | (46.6)    |                                                   | 소야 지청     | 에사시 군                | 나카톤베쓰정             |
| 신야요이              | 1.4       | (48.0)    |                                                   | 소야 지청     | 에사시 군                | 나카톤베쓰정             |
| 시모톤베쓰            | 3.6       | 51.6      |                                                   | 소야 지청     | 에사시 군                | 하마톤베쓰정             |
| 도키와                | 3.2       | (54.8)    |                                                   | 소야 지청     | 에사시 군                | 하마톤베쓰정             |
| 하마톤베쓰            | 6.7       | 61.5      | 일본국유철도: 고힌호쿠 선 (1985년 7월 1일 폐지)   | 소야 지청     | 에사시 군                | 하마톤베쓰정             |
| 야마가루              | 6.2       | 67.7      |                                                   | 소야 지청     | 에사시 군                | 하마톤베쓰정             |
| 야스베쓰              | 2.7       | (70.4)    |                                                   | 소야 지청     | 소야 군 사루후쓰촌       | 소야 군 사루후쓰촌       |
| 히코죠                | 2.4       | (72.8)    |                                                   | 소야 지청     | 소야 군 사루후쓰촌       | 소야 군 사루후쓰촌       |
| 아사지노              | 3.9       | 76.7      |                                                   | 소야 지청     | 소야 군 사루후쓰촌       | 소야 군 사루후쓰촌       |
| 사루후쓰              | 6.2       | 82.9      |                                                   | 소야 지청     | 소야 군 사루후쓰촌       | 소야 군 사루후쓰촌       |
| 아시노                | 4.5       | 87.4      |                                                   | 소야 지청     | 소야 군 사루후쓰촌       | 소야 군 사루후쓰촌       |
| 오니시베쓰            | 6.3       | 93.7      |                                                   | 소야 지청     | 소야 군 사루후쓰촌       | 소야 군 사루후쓰촌       |
| 고이시                | 5.3       | 99.0      |                                                   | 소야 지청     | 소야 군 사루후쓰촌       | 소야 군 사루후쓰촌       |
| 마가리후치            | 17.7      | 116.7     |                                                   | 소야 지청     | 왓카나이시               | 왓카나이시               |
| 누마카와              | 4.3       | 121.0     |                                                   | 소야 지청     | 왓카나이시               | 왓카나이시               |
| 가바오카              | 6.2       | 127.2     |                                                   | 소야 지청     | 왓카나이시               | 왓카나이시               |
| 게이호쿠              | 9.1       | 136.3     |                                                   | 소야 지청     | 왓카나이시               | 왓카나이시               |
| (임시) 히가시고에토이 | -         | -         |                                                   | 소야 지청     | 왓카나이시               | 왓카나이시               |
| 고에토이              | 5.5       | 141.8     |                                                   | 소야 지청     | 왓카나이시               | 왓카나이시               |
| 우엔나이              | 5.0       | (146.8)   |                                                   | 소야 지청     | 왓카나이시               | 왓카나이시               |
| 미나미왓카나이        | 2.1       | 148.9     | 홋카이도여객철도: 소야 본선                       | 소야 지청     | 왓카나이시               | 왓카나이시               |

## 대체 버스의 상황
1989년부터 운행한 대체 버스의 상황은, 매년 악화이다. 연간 이용객수도, 2000년의 26만명부터 2012년에는 15만 8000명으로 40% 가까이 대폭 이용객이 감소했다. 적자 보전금에 사용되는 전환교부금은 수년 가까이 낮은 상황이며, 재건책으로 2011년에 고에토이 – 오니시베쓰 간을 폐지, 철도 노선과 관계 없는 소야 곶 경유를 편성했다. 이쯤에서 오니시베쓰 – 고이시 구간은 사루후쓰 마을이 국가의 도움을 받아, 디맨드 버스로 대체하기로 했다 (최대 12회 왕복). 마가리후치 - 고에토이 구간은, 소야 버스 "마가리후치 선"으로 운행하게 되었다 (3회 왕복). 또한, 덴포쿠 지구, 게이호쿠, 마쓰호로 지구 주민들이 이용하는 승합 택시를 운영하기로 했다. 그 결과, 고이시 – 마가리후치 구간은 전부 폐지되어버렸다. (고시이 지역의 65세 이상 등의 주민은, 절에 참배를 하러 가는 목적에 한해서 복지 택시를 마가리후치, 누마카와와의 왕래가 가능)
2016년도를 목표로 특히 이용이 적은 오토이넷푸 – 나카톤베쓰 구간의 폐지, 승합 택시로의 변경을 결정했지만, 해당 구간의 지자체의 부담금이 현행보다 늘어야 함이 판명되어 계획이 무산돼, 당장은 버스 노선을 현행 유지하는 것으로 되었다.

## 같이 보기
- 소야 본선

### 신문 기사
- “宗谷線の全通 一日から稚内まで” [소야 선의 전체 개통 1일부터 왓카나이까지]. 《중외상업신보 (고베 대학 부속도서관 신문기사 문고)》 (중외상업신보 (中外商業新報社)). 1922년 11월 2일. 2012年2月16日에 원본 문서에서 보존된 문서. 2012년 2월 16일에 확인함.

1. 1 2  “덴포쿠, 나요로 선 폐선”. 홋카이도 신문 (홋카이도 신문사). (1989年5月1日)
2. 1 2  "도 내 장거리 세 노선 폐선 버스 전환부터 1년 덴포쿠 선, 나요로 본선, 시베쓰 선". 홋카이도 신문 (홋카이도 신문사). (1990年5月2日)
3. ↑  덴포쿠 선 대체 버스의 일부 구간 폐지 제안. 승합 택시로 대체. 특정 지방 교통선의 전환 버스는 살아 남을 수 있을까 - 여행 종합 연구소 타비리스 (タビリス), 2015년 2월 8일
4. ↑  "옛 덴포쿠 선 대체 버스 부담 증가로 재편 백지로 승합 택시 보류". 홋카이도 신문 조간 도호쿠판 (2016년 3월 9일). 소야, 루모이 면

## 참고 문헌

### 서적
- 이시노 데쓰 (石野哲) (편집장) (1998년 9월 19일). 《停車場変遷大事典 国鉄・JR編》 [정거장 변천 대사전 국철, JR편] (일본어). JTB Publishing. ISBN 978-4-533-02980-6.
- 다나카 가즈오 (田中和夫) (감수) (2002년 7월 15일). 《写真で見る北海道の鉄道》 [사진으로 보는 홋카이도의 철도] (일본어). 상권 국철, JR선. 홋카이도 신문사 (편집). 84–93, 262–267, 311–319쪽. ISBN 978-4-89453-220-5.
- 이마오 게이스케 (今尾恵介) (감수) (2008년 5월 17일). 《日本鉄道旅行地図帳―全線・全駅・全廃線―》 [일본철도여행지도장 - 전선, 전역, 전폐선]. 신쵸 "료(旅)" 무크 (일본어). 1호, 홋카이도. 신초샤. ISBN 978-4-10-790019-7.
- 이마오 게이스케 (今尾恵介), 하라 다케시 (原武史) (감수) (2010년 5월 18일).  일본 철도 여행 지도장 편집부 (편집), 편집. 《日本鉄道旅行歴史地図帳 全線全駅全優等列車》 [일본철도여행역사지도장 전선, 전역, 전우등열차]. 신쵸 "료(旅)" 무크 (일본어). 1호, 홋카이도. 신쵸샤. ISBN 978-4-10-790035-7.

### 잡지
- “JTB시각표” (일본어) (1989년 3월호 부록). JTB. 1989년 03월: 11.